# 斯托克斯代爾 (北卡羅萊納州)
斯托克斯代爾（英語：Stokesdale）是一個位於美國北卡羅萊納州吉爾福德縣的城鎮。

## 人口
根據2020年美國人口普查的數據，斯托克斯代爾的面積為49.68平方千米，當中陸地面積為49.29平方千米，而水域面積為0.38平方千米。當地共有人口5924人，而人口密度為每平方千米119人。